# 日曜ファミリア
『日曜ファミリア』（にちようファミリア）は、フジテレビ系列で2015年10月4日から2016年9月18日まで毎週日曜日のゴールデンタイムに放送された単発特別番組枠である。全37回。

## 概要
これまで日曜日の19 - 21時台では1時間のバラエティ番組を3番組放送してきたが、2015年10月改編によりこれらを全て終了させ、日曜19:00からの3時間枠に単発枠を設置することとなった。主にバラエティ番組を中心に放送していた。
これに伴い、フジテレビの単発特別番組枠は、2015年10月より、金曜日の『金曜プレミアム』、土曜日の『土曜プレミアム』、日曜日の当番組と、週末の3日連続で枠が設立されることになった。フジテレビがゴールデンタイムの時間帯に3時間枠の番組を設けるのは開局以来初であった。
2016年4月17日より、日曜日の21時台に『ドラマチック・サンデー』（2010年10月 - 2013年3月）以来の3年ぶりにドラマ枠を新設するため、当番組枠は19:00 - 20:54の2時間枠に短縮した。このため、後述のように当番組の放送枠で3時間の単発特番が放送される場合は、休止扱いとなった。
2016年11月6日より古舘伊知郎司会のバラエティ番組『フルタチさん』開始に伴い、本枠は同年9月18日をもって廃枠となった。

## 放送内容

### 備考
2015年
- 12月20日は『Cygames THE MANZAI 2015』（19:00 - 21:54）のため休止。
- 12月27日は『全日本フィギュアスケート選手権大会 女子フリー』（19:00 - 21:24）および『Mr.サンデー』スペシャル（21:30 - 23:39）のため休止[注 2]。

2016年
- 1月3日は『VS嵐』新春3時間スペシャル（18:00 - 21:00）および『新春ドラマスペシャル 坊っちゃん』（21:00 - 23:30）のため休止。
- 3月6日は『Cygames R-1ぐらんぷり 2016』（19:00 - 20:54、関西テレビ〈カンテレ〉制作）および『Mr.サンデー』スペシャル（21:00 - 23:09）のため休止[注 3]。
- 4月3日は『世界フィギュアスケート選手権2016 女子フリースケーティング』中継（19:00 - 21:54）のため休止。
- 4月10日は『平成教育委員会2016ニッポンの頭脳も悪戦苦闘!?小学生には負けられない!最新中学入試に挑むぞSP』（19:00 - 21:54）のため休止。
- 5月8日は『ボクシングフェス5.8〜井上尚弥&八重樫東ダブル世界戦〜』（19:00 - 20:54）のため休止。
- 5月22日は『2016リオデジャネイロオリンピックバレーボール世界最終予選 女子 日本× オランダ』（19:00 - 21:54）のため休止。
- 5月29日は『2016リオデジャネイロオリンピックバレーボール世界最終予選 男子 日本× フランス』（19:00 - 20:54）のため休止。
- 6月19日は『世界ベスト・オブ・映像ショー 頂上リサーチ』（19:00 - 21:54）のため休止。
- 7月10日は『伝説の瞬間発掘ファイル〜アニメ編〜』（19:00 - 19:58）および第24回参議院議員通常選挙開票特別番組『FNN参院選 みんなの選挙2016』（19:58 - 翌1:55）を放送するため休止。
- 7月24日は『FNS27時間テレビフェスティバル!』（7月23日18:30 - 24日21:24）のため休止。
- 8月21日は『最上級のひらめきニンゲンを目指せ!クイズ!金の正解!銀の正解!』（19:00 - 20:24）および『リオ五輪2016レスリング 男子予選フリースタイル 65kg級・97kg級』（20:30 - 23:15）のため休止。
- 9月4日は『ボクシングフェス9・4』（19:00 - 20:54）のため休止。

## ネット局
| 放送対象地域   | 放送局                    | 放送時間                                |
| -------------- | ------------------------- | --------------------------------------- |
| 関東広域圏     | フジテレビ（CX） 制作局   | 日曜 19:00 - 21:54 ↓ 日曜 19:00 - 20:54 |
| 北海道         | 北海道文化放送（uhb）     | 日曜 19:00 - 21:54 ↓ 日曜 19:00 - 20:54 |
| 岩手県         | 岩手めんこいテレビ（mit） | 日曜 19:00 - 21:54 ↓ 日曜 19:00 - 20:54 |
| 宮城県         | 仙台放送（OX）            | 日曜 19:00 - 21:54 ↓ 日曜 19:00 - 20:54 |
| 秋田県         | 秋田テレビ（AKT）         | 日曜 19:00 - 21:54 ↓ 日曜 19:00 - 20:54 |
| 山形県         | さくらんぼテレビ（SAY）   | 日曜 19:00 - 21:54 ↓ 日曜 19:00 - 20:54 |
| 福島県         | 福島テレビ（FTV）         | 日曜 19:00 - 21:54 ↓ 日曜 19:00 - 20:54 |
| 新潟県         | 新潟総合テレビ（NST）     | 日曜 19:00 - 21:54 ↓ 日曜 19:00 - 20:54 |
| 長野県         | 長野放送（NBS）           | 日曜 19:00 - 21:54 ↓ 日曜 19:00 - 20:54 |
| 静岡県         | テレビ静岡（SUT）         | 日曜 19:00 - 21:54 ↓ 日曜 19:00 - 20:54 |
| 富山県         | 富山テレビ（BBT）         | 日曜 19:00 - 21:54 ↓ 日曜 19:00 - 20:54 |
| 石川県         | 石川テレビ（ITC）         | 日曜 19:00 - 21:54 ↓ 日曜 19:00 - 20:54 |
| 福井県         | 福井テレビ（FTB）         | 日曜 19:00 - 21:54 ↓ 日曜 19:00 - 20:54 |
| 中京広域圏     | 東海テレビ（THK）         | 日曜 19:00 - 21:54 ↓ 日曜 19:00 - 20:54 |
| 近畿広域圏     | 関西テレビ（KTV）         | 日曜 19:00 - 21:54 ↓ 日曜 19:00 - 20:54 |
| 島根県・鳥取県 | 山陰中央テレビ（TSK）     | 日曜 19:00 - 21:54 ↓ 日曜 19:00 - 20:54 |
| 岡山県・香川県 | 岡山放送（OHK）           | 日曜 19:00 - 21:54 ↓ 日曜 19:00 - 20:54 |
| 広島県         | テレビ新広島（tss）       | 日曜 19:00 - 21:54 ↓ 日曜 19:00 - 20:54 |
| 愛媛県         | テレビ愛媛（EBC）         | 日曜 19:00 - 21:54 ↓ 日曜 19:00 - 20:54 |
| 高知県         | 高知さんさんテレビ（KSS） | 日曜 19:00 - 21:54 ↓ 日曜 19:00 - 20:54 |
| 福岡県         | テレビ西日本（TNC）       | 日曜 19:00 - 21:54 ↓ 日曜 19:00 - 20:54 |
| 佐賀県         | サガテレビ（STS）         | 日曜 19:00 - 21:54 ↓ 日曜 19:00 - 20:54 |
| 長崎県         | テレビ長崎（KTN）         | 日曜 19:00 - 21:54 ↓ 日曜 19:00 - 20:54 |
| 熊本県         | テレビくまもと（TKU）     | 日曜 19:00 - 21:54 ↓ 日曜 19:00 - 20:54 |
| 鹿児島県       | 鹿児島テレビ（KTS）       | 日曜 19:00 - 21:54 ↓ 日曜 19:00 - 20:54 |
| 沖縄県         | 沖縄テレビ（OTV）         | 日曜 19:00 - 21:54 ↓ 日曜 19:00 - 20:54 |